# 环境评价
环境评价就是按照一定的标准和方法对环境质量给予定性或定量的说明和描述。通过环境评价可以判断环境质量的优劣程度，从而进一步认识环境质量价值的高低，确定环境质量与人类生存发展之间的关系，为保护和改善环境质量提出具体可行的措施。